# いつもふたりで (テレビドラマ)
『いつもふたりで』は、2003年1月6日から同年3月17日までフジテレビ系列で月曜日21:00 - 21:54に放送されていた日本のテレビドラマ。全11回。主演は松たか子と坂口憲二。平均視聴率16.2%。

## 内容
有名小説家になりたいという夢を持つ谷町瑞穂（松たか子）は応募した新人文学賞を受賞し、遂にその夢を実現する日が来た。彼女は家族たちに見送られ故郷を離れ、上京するが現実は厳しかった。支度金を奪われた瑞穂は、今さら故郷に帰れない。東京のつてを頼る瑞穂は、構成作家として働く幼なじみ、森永健太（坂口憲二）のマンションに転がり込む。

## キャスト
- 谷町瑞穂：松たか子
- 森永健太：坂口憲二
- 奥田直之：柏原崇（第1話・第2話）葛山信吾（第3話 - 最終話）※柏原崇が2話で病気降板
- 藤原央子：長谷川京子
- 入江知華：平山あや
- 森永孝平：瑛太
- 木下優子：佐藤仁美
- 手塚幸子：石田未来
- 佐原敦子：西牟田恵
- 星野久志：塚地武雅（ドランクドラゴン）
- 永井 亘：秋山竜次（ロバート）
- 竹内めぐみ：滝沢沙織
- 青木依子：木村多江
- 溝口康夫：深水三章
- 国枝正章：田山涼成
- 谷町きみ：草村礼子
- 不破圭二朗：西村雅彦
- 北野邦夫：小木茂光
- 村越亮介：黒沢年雄

### ゲスト出演
- 明石家さんま（第11話）

また、最終話では森永が木曜劇場で同時期に放送されていた『美女か野獣』の舞台である「JBCテレビ」を訪れるシーンで、以下のキャストが出演していた（ノンクレジット）。
- 永瀬洋海：福山雅治（最終話）
- 秋山富士子：深浦加奈子（最終話）
- 戸渡千太郎：八嶋智人（最終話）
- 山本タケシ：永井大（最終話）

## スタッフ
- 脚本：相沢友子
- 音楽：吉俣良
- 主題歌：光永亮太「Always」
- プロデュース：鈴木吉弘
- 演出：中江功、小林和宏、平井秀樹
- プロデュース補：塚田洋子、鹿内植、玉田祐美子
- 演出補：遠藤光貴、関野宗紀、本間美由紀、片山慎三
- 広報：かまやつ太郎
- 企画協力：廣瀬雄
- 制作担当：岩澤正和
- 制作主任：鷲山伸人
- 制作進行：白井麻里、吉田知弘、佐藤徳子、加瀬谷顕彦
- 制作デスク：西川智子
- 協力：渋谷ビデオスタジオ、バスク、日本航空、FLT、八峯テレビ、アクティス、ブルーバック、タカハシレーシング、ビーディック
- 制作：フジテレビドラマ制作センター
- 制作著作：フジテレビ

## 放送日程
| 各話                                                      | 放送日  | サブタイトル                          | 演出     | 視聴率 |
| --------------------------------------------------------- | ------- | ------------------------------------- | -------- | ------ |
| 第1話                                                     | 1月06日 | 夢はかなう!! あなたに贈る真冬の恋物語 | 中江功   | 18.2%  |
| 第2話                                                     | 1月13日 | ハチ公の災難                          | 中江功   | 16.4%  |
| 第3話                                                     | 1月20日 | 神の目を持つ男                        | 小林和宏 | 15.3%  |
| 第4話                                                     | 1月27日 | 君を抱きしめる…                       | 小林和宏 | 17.3%  |
| 第5話                                                     | 2月03日 | 決意のキス                            | 中江功   | 16.0%  |
| 第6話                                                     | 2月10日 | 大切な人のために                      | 平井秀樹 | 15.1%  |
| 第7話                                                     | 2月17日 | 今夜、恋に落ちる                      | 中江功   | 14.8%  |
| 第8話                                                     | 2月24日 | 恋の気持ち隠して                      | 小林和宏 | 15.3%  |
| 第9話                                                     | 3月03日 | 恋の終わりは突然                      | 中江功   | 15.3%  |
| 第10話                                                    | 3月10日 | 最後の夜に…                           | 小林和宏 | 16.1%  |
| 最終話                                                    | 3月17日 | ファースト・キス                      | 中江功   | 18.1%  |
| 平均視聴率16.2%（視聴率は関東地区・ビデオリサーチ社調べ） |         |                                       |          |        |

- 第1話は30分拡大。

## 備考
最終話のエンディングの中で堀北真希が僅かに出演していた。